# 男はつらいよ 寅次郎恋歌
『男はつらいよ 寅次郎恋歌』（おとこはつらいよ とらじろうこいうた）は、1971年12月29日に公開された日本映画。『男はつらいよ』シリーズの8作目。同時上映は『春だドリフだ!全員集合!!』。

## あらすじ
冒頭で、寅次郎は、雨のために上演ができなくなった「坂東鶴八郎一座」と出会い、お互いの放浪稼業のつらさを語り合う。一座の娘・大空小百合に宿まで送ってもらって、小遣いをあげる。
本編は、柴又界隈で寅次郎が反面教師として語られているという話から始まる。そんな寅次郎へのとらやの人びとの気持ちはいつになく優しい。そこに帰ってきた寅次郎は、その歓迎の度合いが極端だったことでへそを曲げてしまい、タコ社長の印刷工場でも騒動を起こし、さらに飲み仲間をとらやに連れてきてやりたい放題。しかし、そのことでさくらを泣かせたことを恥じ入り、とらやを出て行く。
ある日、諏訪家に「母危篤」との電報が入り、博とさくらが備中高梁の実家に向かうが、そのまま博の母は死去する。告別式のあと、博の父・飈一郎（志村喬）と兄たちが、母は欲望の少ない人だった分、幸せを感じられていただろうと述懐し合う中で、博は一人猛然と反論する。飈一郎と結婚したことで、娘の頃からの夢をあきらめ、夫に従うだけだった母はとても可哀想だったと泣く。飈一郎は、それを聞いて心に何かを感じる。
たまたま岡山での啖呵売に来ていた縁で告別式に参加した寅次郎は、諏訪家が揃っての写真撮影をする際に「笑って」と言ってしまうなど、顰蹙を買うような行動を繰り返す。しかし、そこは寅次郎。葬儀の後しばしとどまって、飈一郎の無聊を慰める。「女房も子どももいないから身軽だ」と言った寅次郎に、飈一郎はある話を始める。長野県の安曇野を旅行中、日の暮れた田舎道を一人で心細く歩いていた時に、「庭一面に咲いたりんどうの花。あかあかと灯りのついた茶の間。にぎやかに食事をする家族たち」を見て、これが「本当の人間の生活」というものではないかと思って、急に涙が出てきたというのだ。「人間は絶対に一人じゃ生きていけない。運命に逆らっちゃいかん。そこに早く気がつかないと不幸な一生を送ることになる」という飈一郎の話をしんみりと聞き、さすがのフーテンの寅も家庭の幸せについて真剣に考えるようになり、柴又に戻る。
「りんどうの話」をとらやの人びとにしながら、寅次郎は結婚への夢を語る。歳もいっているし大して稼ぎのあるわけでもない自分には、子持ち、それも小学校３年生くらいの男の子を持っている女性がちょうどいいのではないだろうかと。翌日、寅次郎は帝釈天の境内で小学校３年生くらいの少年が一人寂しそうにしているのを見かけ、優しく声を掛けたところ、その子の母親がやってくる。近所に喫茶店をオープンした貴子（池内淳子）で、美人の貴子と少し会話を交わした寅次郎は、たちまち脱け殻のようになってしまう。数日後、偶然に喫茶店の扉を開けた寅次郎は、店を一人で切り盛りする貴子の姿を再び目にすると、またしても抜け殻に。貴子が未亡人だと知って俄然やる気を出した寅次郎は、喫茶店に足繁く通っては好きでもないコーヒーを飲み、貴子の内向的な息子に友達ができるよう遊んでやり、貴子と家庭の幸福を分かち合うことを夢見る。
息子に友達ができたことで寅次郎に感謝する貴子だが、店の経営には行き詰まっていた。そのことを知った寅次郎は何とか力になりたいと思うが、金銭面での自分の無力さを知り、りんどうの花を持って貴子の家を訪れる。貴子は、そんな寅次郎の気持ちに涙ぐむとともに、女学生の頃からの、旅役者のような男性とする放浪の旅への憧れを語り、「うらやましいわ。私も（寅さんに）一緒について行きたいなあ」と言う。しかし寅次郎は、「そうですかねぇ。そんなうらやましがられるほどのもんじゃねぇんですけどねぇ」と答え、静かに去る。貴子の夢見る放浪生活の先に貴子の幸せはないことを知っている寅次郎は、その道に貴子を引きずりこまないよう、自ら身を引いたのだった。
別れ際、さくらは「一度はお兄ちゃんと交代して、私のこと心配させてやりたいわ」と言い、旅の空の寅次郎を思う自分たちの気持ちを伝える。とらやの人びとが寒さを気遣う中、寅次郎は柴又を去る。旅先で地方公演巡業中の坂東鶴八郎一座と再会した寅次郎は、トラックに一緒に乗せてもらい、ともに放浪の旅を続けるのであった。

## スタッフ
- 監督：山田洋次
- 脚本：山田洋次、朝間義隆
- 音楽：山本直純

## キャスト
- 車寅次郎：渥美清
- さくら：倍賞千恵子

- おいちゃん：森川信
- 御前様：笠智衆

- 博：前田吟
- 毅：梅野泰靖 - 博の長兄
- 修：穂積隆信 - 博の次兄
- 座長：吉田義夫

- おばちゃん：三崎千恵子
- 梅太郎：太宰久雄
- 学：中沢祐喜（若草）貴子の息子・小学3年生
- 大空小百合：岡本茉利 - 鶴八郎一座の看板女優。座長の娘。
- 労務者：谷村昌彦 - 寅が、日暮里の焼き鳥屋で遇った昔の仲間で、夜、とらやに連れてくる。

- 咲江：上野綾子 - 毅の妻
- 満男：中村はやと
- ひろ子：山本豊子 - 修の妻
- 中田昇
- 座員：志馬琢也
- 高梁の奥さん：村上記代
- 座員：秩父晴子
- 労務者：大杉侃二郎
- 劇団日本児童

- 飈一郎（ひょういちろう）：志村喬 - 博の父。専門はインド古代哲学。大学を退官して岡山で暮らす。

- 貴子：池内淳子 （東宝）- 夫とは3年前に死別。「コーヒーの店・ローク」の経営者。

- 菊の花売り：谷よしの（クレジットなし） - 背負いカゴの陰にかくれて寅が貴子の店に向かう。

## ロケ地
- 神奈川県三浦市(三崎漁港・四国の港町として撮影、芝居小屋)
  - 静岡県下田市/磯野漁協会館・雨のなか、坂東鶴八郎一座を訪ねる。/御宿・松崎屋まで、小百合が寅さんを見送る。
- 岡山県高梁市(備中高梁駅、博の実家、白神食品店、武家屋敷通り、光明山寿覚院)
- 東京都葛飾区柴又(ローク、金町駅前：寅のが古本を売る)
- 山梨県北杜市(八ヶ岳と富士山が見える田舎道。寅が一座と再会)

佐藤利明2019、p.617より

## 記録
- 観客動員：148万1000人[1]
- 配給収入：4億円[1]
- 上映時間：113分

## 受賞
- 第26回毎日映画コンクール監督賞／山田洋次
- 第45回キネマ旬報ベスト・テン第8位
- シナリオ作家協会シナリオ賞／山田洋次、朝間義隆
- 第25回映画技術賞／高羽哲夫

## 備考
- 源公役の佐藤蛾次郎は、本作の宣伝ポスターに名を連ねていたが、撮影直前に交通事故に遭ったことに伴う入院のため、シリーズ全50作品中本作のみ出演していない。
- 車竜造役の森川信は、映画公開から3か月後に逝去したため、シリーズとしては最後の出演作品となった。
- 本作では、寅次郎が高知県に立ち寄ったことが、セリフのみの形で語られている（高知県は、実際に製作された50作品で舞台とならなかった3県（他に富山県、埼玉県）の一つ）。
- 主題歌は、歌詞を１番のみ歌うショートバージョンである。
- 使用されたクラシック音楽
  - フレデリック・ショパン作曲：ワルツ第9番『別れのワルツ』変イ長調作品69-1～ローク店内
  - ヨハン・シュトラウス2世作曲：『春の声』作品410～ローク店内、江戸川土手
- DVDに収録されている特典映像「予告編」「特報」には以下のような没シーンが収録されている[8]。
  - 予告編
    - 江戸川の河川敷ゴルフ場と水塔の俯瞰。
    - とらやでおいちゃんがそろばんをはじき、手提金庫を閉じるシーン。
    - 食事中の諏訪家に寅さんが訪れるシーン。
    - 高梁で一升瓶片手に寅さんが松の木へ寄り掛かるシーン。
    - 高梁で自転車の女子生徒とすれ違うシーン。本編では手をぐるぐる回しSLが画面向こう側から走ってくるが、予告編では手を回さずに列車が画面手前からから走ってきている。
    - 盗んだ饅頭を持ちながら寅さんが江戸川の土手を一人で転げ落ちるシーン。本編では学と転がり落ちている。

  - 特報
    - 各メイキングシーン。
    - 小百合が寅に傘を差しながら宿に向かうシーンの別バージョン。
    - 葬儀へ向かう寅さんが、関係者に止められるシーン。
    - 葬儀中、寅さんがクラッカーでメンコをするシーン。